# Измир
Изми́р (тур. İzmir МФА: [ˈizmiɾ]о файле), ранее также известный как Сми́рна (греч. Σμύρνη), — третий по численности населения (его население составляет 4 462 056 человек по состоянию на 2022 год) город в Турецкой Республике и второй по величине порт страны после Стамбула. Административный центр провинции Измир.
В античности на территории Измира находилась греческая Смирна, что делает город одним из древнейших в Средиземноморском бассейне. Вплоть до резни 1922 года, в которой было вырезано до 100 тысяч человек, его население было преимущественно христианским (греки и армяне). После основания Турецкой республики город стал её важным промышленным и культурным центром, привлекая огромное количество переселенцев из других мест Анатолии.
Традиционно считается самым либеральным турецким городом.

## Имена и этимология

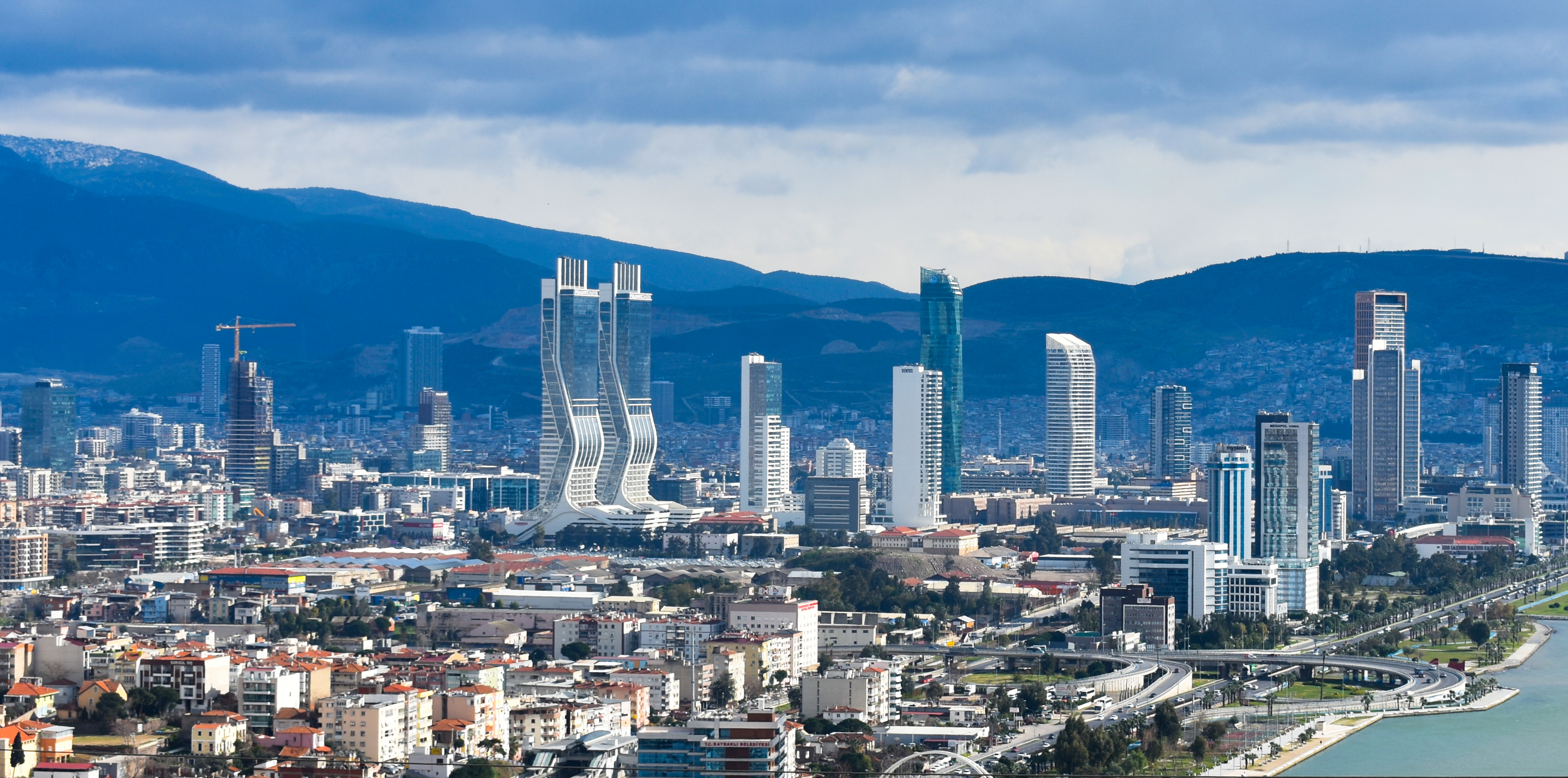
Измир

Название «Измир» — перевод на турецкий с оригинального греческого названия «Смирна» и «Смирни» (Σμύρνη). В средневековые времена люди использовали — Смир, Змирра, Эсмира, Исмира, которые после превратились на турецком языке в Измир, первоначально написанные с алфавитом Османской империи, как ايزمير.
В XX веке город на английском языке назывался Смирной. После того, как Турция в 1928 году приняла латинский алфавит, название Измир приняли на большинстве иностранных языков, в том числе и на английском.

## География
Город расположен на западе Турции, у восточного побережья Эгейского моря, на берегу Измирского залива, в котором оборудован прекрасно защищённый порт. Для города характерен типичный средиземноморский климат. Город окружён невысокими гористыми холмами. Городская агломерация расположена в устье реки Мелес, представляющей собой основной источник пресной воды.

## История

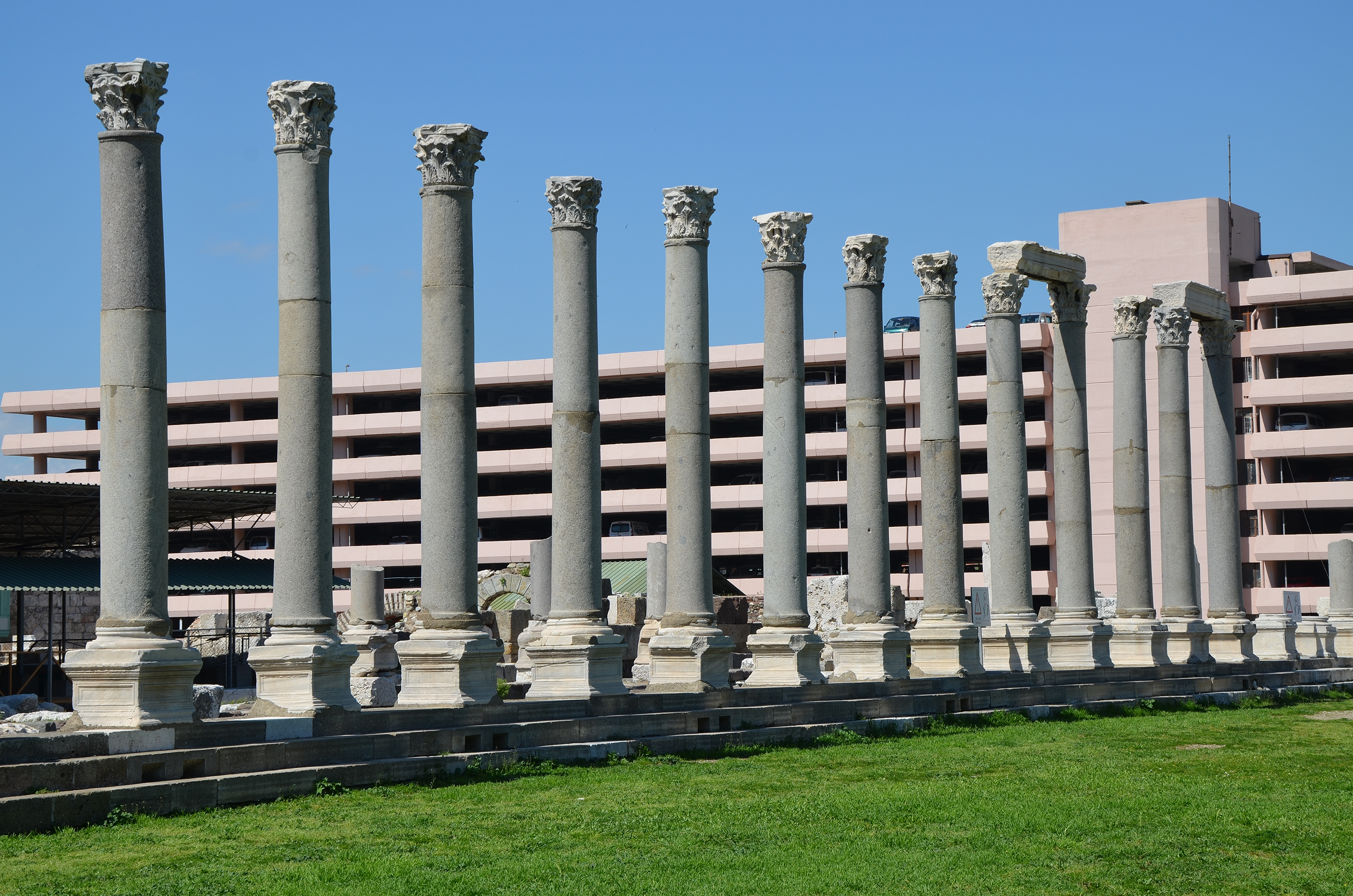
Смирна.

На протяжении всего периода своего существования город имел насыщенную историю, переживая периоды расцвета и падения. На его территории находился античный город Смирна, чья церковь фигурирует в Откровении Иоанна Богослова как одна из семи церквей Апокалипсиса.
Несмотря на постоянную смену правителей, особенно в Средние века, население оставалось преимущественно греческим и христианским, а город был центром Смирнской митрополии Константинопольского патриархата вплоть до резни 1922 года.

### Дотурецкий период
Поселение на месте города существовало за 3000 лет до н. э. (а возможно и ранее). В конце II тысячелетия до н. э. под натиском дорийцев из европейской Греции через Эгейское море переправились эолийцы, колонизовавшие побережье в районе Смирны, а также (несколько позже) ионийцы. Вскоре Смирна перешла от эолийцев к ионийцам. В 133 году до н. э. город вместе со всем царством перешёл под власть Рима и стал столицей римской провинции Азия. С упадком римской цивилизации Смирна, как и другие города Римской империи, пришёл в упадок. В ранневизантийскую эпоху город оставался крупным религиозным и экономическим центром, но уменьшился в размерах и никогда более не достигал уровня подобного римскому.
В 1076 году Смирна была завоёвана сельджуками. В 1102 году город и соседняя область были возвращены Византийской империи. В 1204 году после захвата Константинополя крестоносцами и падения Византии город был захвачен рыцарями-иоаннитами, но через несколько лет Никейская империя вернула город. До 1261 года Смирна была важнейшим портом малоазийских владений империи, но Нимфейский договор (1261) фактически передал власть в нём в ведение Генуи. В результате фактической утраты военно-морского флота и непрекращающихся смут власть восстановленной Византии повсеместно в Малой Азии резко ослабла и к 1300 году Смирну, как и практически все греческие города Малой Азии, в плотное кольцо сухопутной осады взяли турки Мехмед-бея. Несколько лет город держался за счёт подвоза продовольствия с моря, пока у турок не было своего флота. Не имея достаточных демографических ресурсов и поддержки местного греческого населения, генуэзцы в 1317 года сдали верхнюю крепость Смирны Палеокастро туркам. В 1402 году город захватил Тамерлан. Смирна была отбита турками-османами у местных эгейских турок в начале XVI века.

### Османский и турецкий период

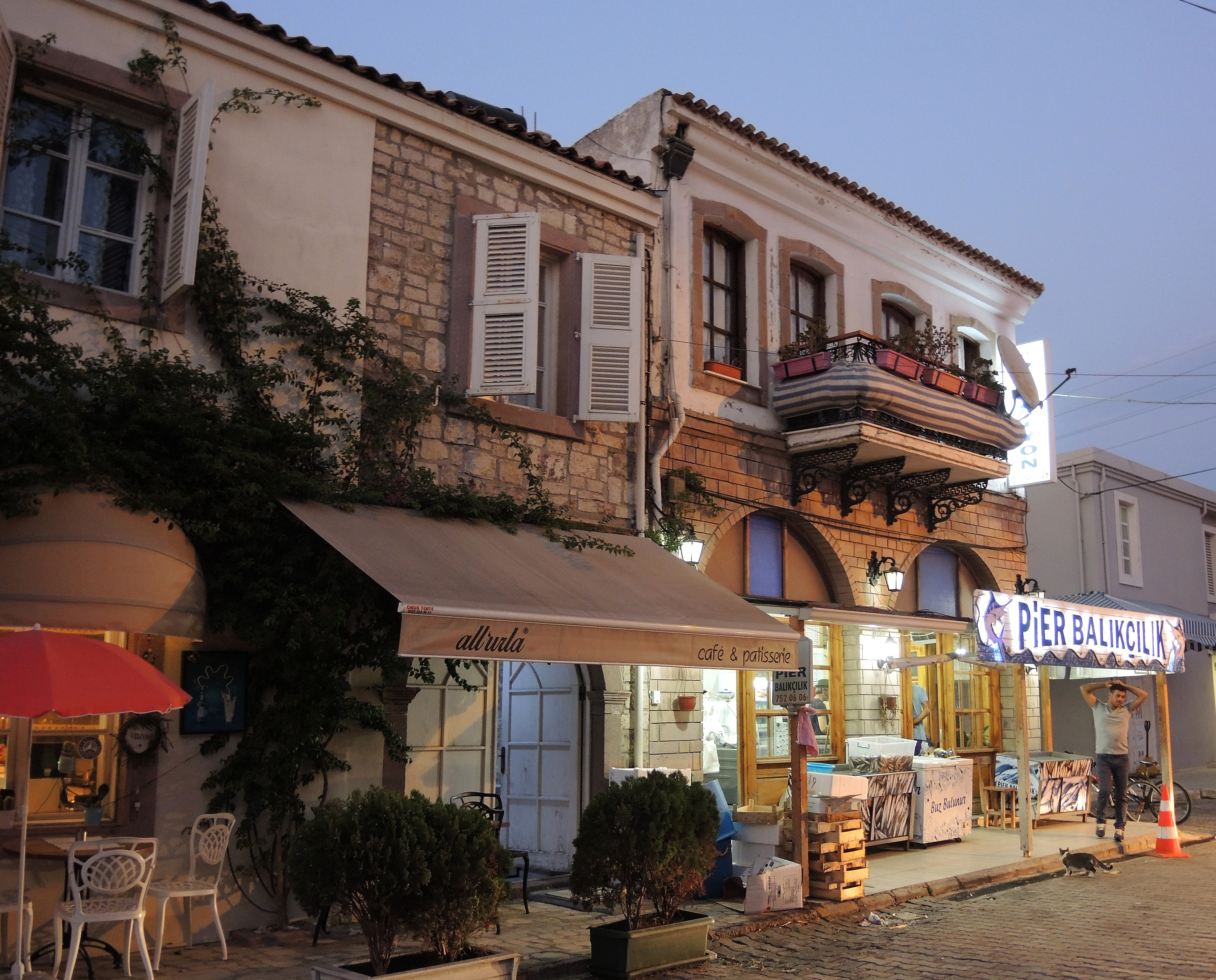
Османский период

В Османской империи Смирна была столицей особого пашалыка, а с 1864 года — вилайета Айдын. Вплоть до начала XX века христиане (греки и армяне) продолжали составлять большинство населения города, поэтому мусульмане называли его «Гяур Измир» («Неверная Смирна»). В результате поражения Османской империи в Первой мировой войне 15 мая 1919 года Смирна была оккупирована греческими войсками в соответствии со статьёй 7-й Мудросского перемирия. Согласно Севрскому мирному договору 1920 года она должна была отойти к Греции. Однако турецкие националисты не признали договора. 26 августа 1922 года турецкая армия прорвала греческие позиции. 6 сентября в Смирну вошла отступавшая греческая армия, через день она закончила эвакуацию, потребовавшую всех наличных кораблей. Между тем в Смирне кроме местного греческого и армянского населения, скопилось большое количество греческих беженцев из захваченных турками районов Ионии. 9 сентября в город вступила турецкая армия во главе с Мустафой Кемалем; немедленно началась массовая резня христианского населения, увенчавшаяся сожжением города.
В 1912 г. в городе проживали греки — 243 879 человек, турки — 96 250 человек, евреи — 16 450 человек, армяне — 7628 человек, другие — 51 872 человека.
Резня и Греко-турецкий обмен населением 1923 года повлекли за собой резкое изменение религиозного и этнического состава Измира. Город стал практически полностью мусульманским и турецким.

## Климат
Климат Измира является средиземноморским с тёплым, сухим летом и мягкой зимой. Общее количество осадков за год составляет приблизительно 650 мм; при этом осадки выпадают преимущественно зимой. В отдельные годы образуется временный снежный покров.
| Показатель                    | Янв. | Фев. | Март | Апр. | Май  | Июнь | Июль | Авг. | Сен. | Окт. | Нояб. | Дек. | Год  |
| ----------------------------- | ---- | ---- | ---- | ---- | ---- | ---- | ---- | ---- | ---- | ---- | ----- | ---- | ---- |
| Средний суточный максимум, °C | 12,2 | 13,3 | 16,2 | 20,8 | 25,9 | 30,5 | 32,7 | 32,3 | 28,9 | 23,5 | 18,4  | 13,6 | 22,3 |
| Средняя температура, °C       | 8,6  | 9,3  | 11,6 | 15,8 | 20,6 | 25,2 | 27,5 | 26,9 | 23,4 | 18,4 | 14,0  | 10,5 | 17,6 |
| Средний суточный минимум, °C  | 5,6  | 6,1  | 7,7  | 11,3 | 15,3 | 19,6 | 22,2 | 21,9 | 18,5 | 14,3 | 10,6  | 7,4  | 13,3 |
| Норма осадков, мм             | 132  | 99   | 76   | 44   | 23   | 9    | 7    | 3    | 14   | 40   | 87    | 153  | 687  |
| Источник: World Climate       |      |      |      |      |      |      |      |      |      |      |       |      |      |

## Экономика
В Измире находятся производство автобусов и грузовых автомобилей BMC Sanayi ve Ticaret A.Ş., швейная фабрика немецкой компании Hugo Boss.

## Образование
В городе расположен один из ведущих университетов Турции — Измирский технологический институт.
В Измире были созданы следующие университеты:
- Ионийский университет, который был первым университетом города, созданный в 1920 году. Его открыл по поручению греческого правительства немецкий математик греческого происхождения и близкий друг Альберта Эйнштейна Константин Каратеодори, но из-за греко-турецкой войны университет никогда не действовал[17];
- Эгейский Университет, основанный в 1955 году;
- Университет Докуз Эйлюл (Dokuz Eylül), основанный в 1982 году[18];
- Измирский экономический университет, который был основан торговой палатой Измира в 2002 году[19];
- Университет Яшара, который был основан компанией Yaşar Holding в 2001 году. Кампус Сельчук-Яшар находится в районе Борнова;
- Университет Измира, который был основан в 2007 году, однако закрылось в 2016 году;
- Университет Катипа Челеби — основанный в 2010 году[20];
- Университет Şifa, основанный в 2010 году. Университет был закрыт в 2016 году.

Международные школы в Измире:
- Школа посольства Анкары, отделение в Измире (Botschaftsschule Ankara, Zweigstelle Izmir), Немецкая школа;
- Итальянская школа начальной и младшей школы Смирны (Scuola primaria e dell’infanzia italiana di Smirne (Italian school))[21].

## Растительность

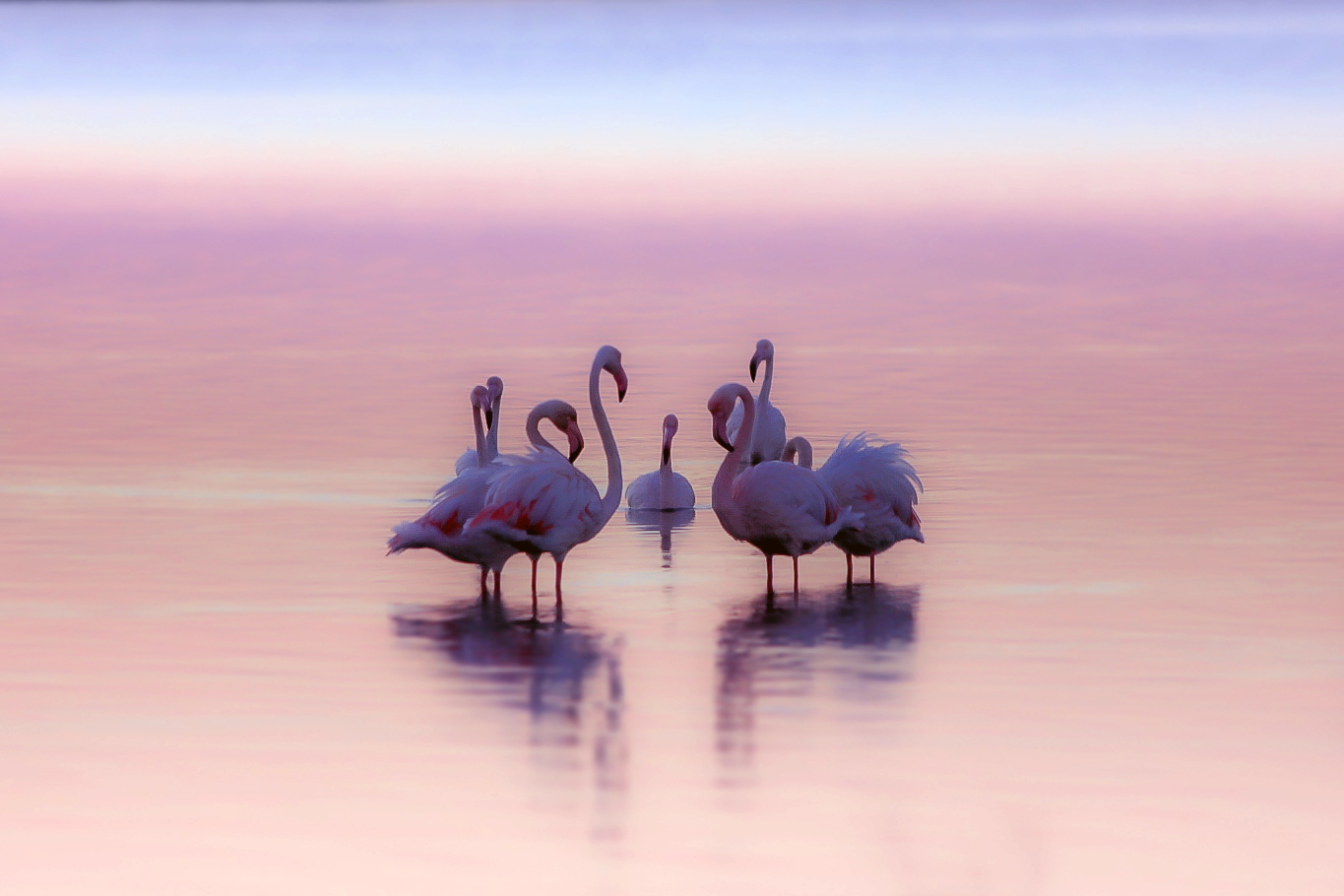
Парк Куш Дженети в дельте реки Гедиз.

В Измире есть такие лесные и парковые массивы, как Куш Дженети, Культурпарк, Ашик Вейсель парк, Буджа Едигёллер, Буджа Голлет, Хомер Вадиси и другие.

## Транспорт

### Междугородный и международный транспорт

#### Воздушный транспорт
В Измире имеется международный аэропорт.

#### Железнодорожный транспорт
Железнодорожный вокзал Алсанджак открылся в Измире в 1858 году как конечная станция линии Измир-Айдын, старейшей железнодорожной линии Турции и второй по возрасту железнодорожной линии в Османской империи после линии Каир-Александрия (1856) в Османском Эялете Египта. В 1922 году в Измире вспыхнул большой пожар, в результате которого сильно пострадал железнодорожный вокзал Басмане. В 1927 году, когда было создано Государственное учреждение железных дорог Турецкой Республики, вновь был начат его ремонт. В 2022 году на вокзале были проведены реставрационные работы и он принял нынешний вид.
По состоянию на 2022 год вокзал Алсанжак не используется в качестве терминала междугородних перевозок. Его роль играет Вокзал Басмане, открытый в 1866 году.
Сегодня железнодорожный вокзал Басмане занимает важное место в междугородних перевозках Измира. От железнодорожного вокзала Басмане ежедневно ходят поезда до городов Афьон, Айдын, Денизли, Маниса и Ушак. Также есть транспорт от железнодорожного вокзала Басмане до аэропорта Измира имени Аднана Мендереса. Поезда доступны от железнодорожного вокзала до аэропорта каждый час дня.

### Внутригородской транспорт
В Измире существует внутригородская автобусная сеть и две не связанные между собой линии трамвая.

#### Городские паромы
В Измирском заливе существует Городское паромное сообщение, осуществляемое муниципалитетом Измира Karşıyaka Bayraklı AlsancakKonakGöztepe.

#### Метро
В Измире существует метрополитен, открытый 25 августа 2000 года и состоящий из одной линии, на которой расположено 17 станций.

#### Легкорельсовая система
В Измире существует линия городской электрички İZBAN, состоящая из 41 станций. Одна из станций обслуживает аэропорт.

## Районы города
- Буджа
- Конак
- Алсанджак
- Кемералты
- Борнова
- Инджиралты
- Каршияка
- Балчова
- Гюзельбахче
- Нарлидере
- Ешильюрт
- Лимонтепе
- Газиемир
- Узундере
- Фырат
- Куручешме
- Уфук
- Алтындаг
- Пынарбаши
- Ишиккент

## Города-побратимы
- 1985:  Баку, Азербайджан[23]
- 1987:  Пльзень, Чехия[23]
- 1990:  Тяньцзинь, КНР[23]
- 1991:  Оденсе, Дания[23]
- 1992:  Тампа, Флорида, США[23]
- 1992:  Бухара, Узбекистан[23]
- 1993:  Туркменабад, Туркменистан[23]
- 1993:  Бремен, Германия[23]
- 1994:  Фамагуста, ТРСК[23]
- 1994:  Бишкек, Киргизия[23]
- 1994:  Влёра, Албания[23]
- 1995:  Констанца, Румыния[23]
- 1995:  Гавана, Куба[23]
- 1996:  Мостар, Босния и Герцеговина[23]
- 1996:  Александрия, Египет[23]
- 1996:  Бельцы, Молдавия[23]
- 1996:  Сурабая, Индонезия[23]
- 1996:  Тель-Авив, Израиль[23][24]
- 1996:  Триполи, Ливия[23]
- 1996:  Винья-дель-Мар, Чили[23]
- 1996:  Сплит, Хорватия[23]
- 1997:  Мумбаи, Индия[23]
- 1997:  Жилина, Словакия[23]
- 1999:  Вроцлав, Польша[23]
- 2002:  Сусс, Тунис[23]
- 2004:  Шымкент, Казахстан[23]
- 2004:  Лонг-Бич, Калифорния, США[23]
- 2005:  Анкона, Марке, Италия[23]
- 2006:  Волгоград, Россия[23]
- 2008:  Кырджали, Болгария[23]

## Галерея

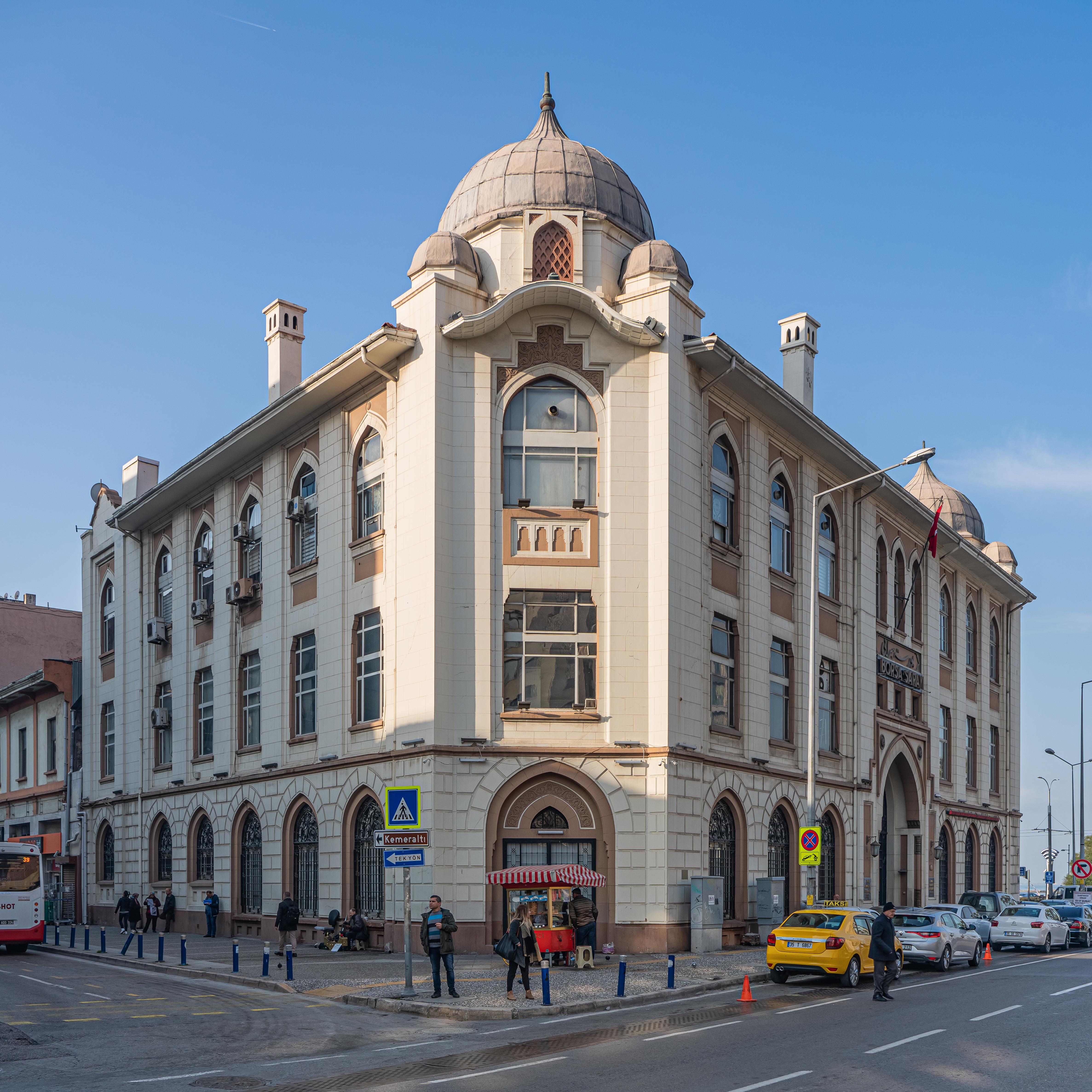
Биржа
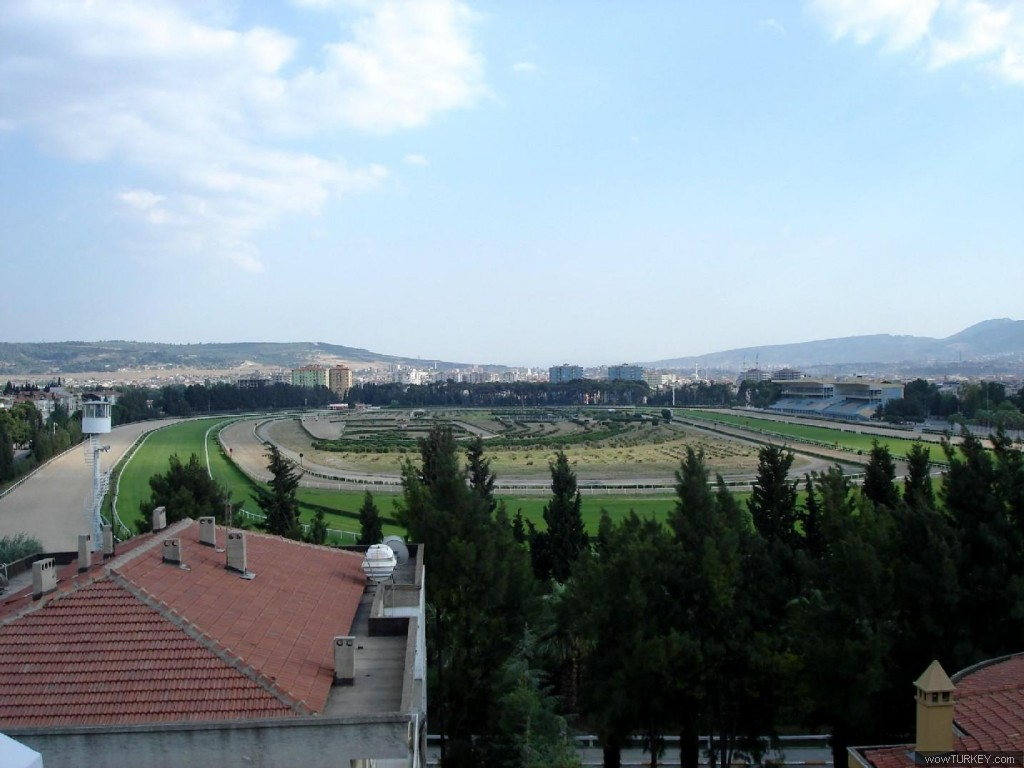
Ипподром
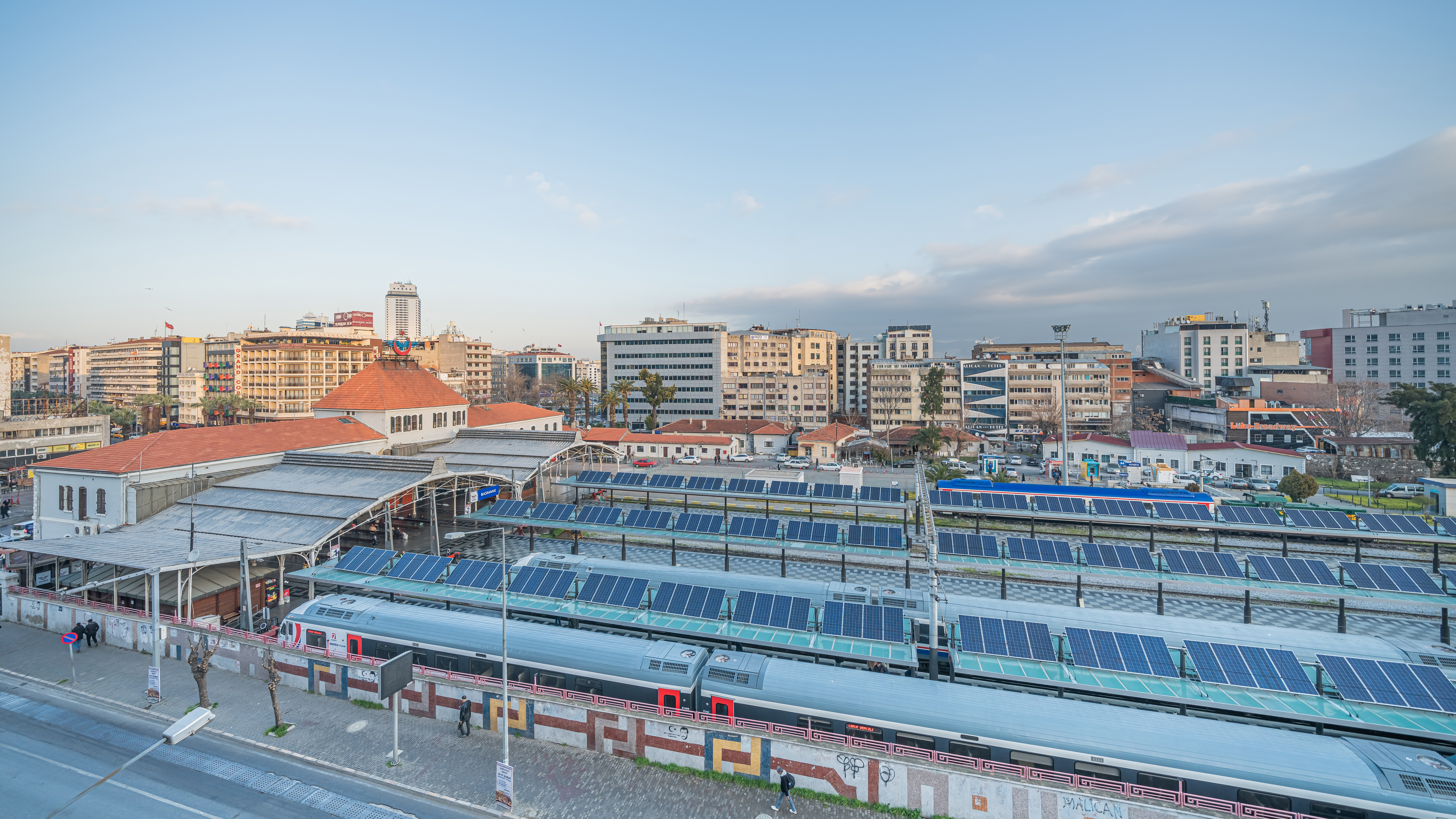
Вокзал Басмане
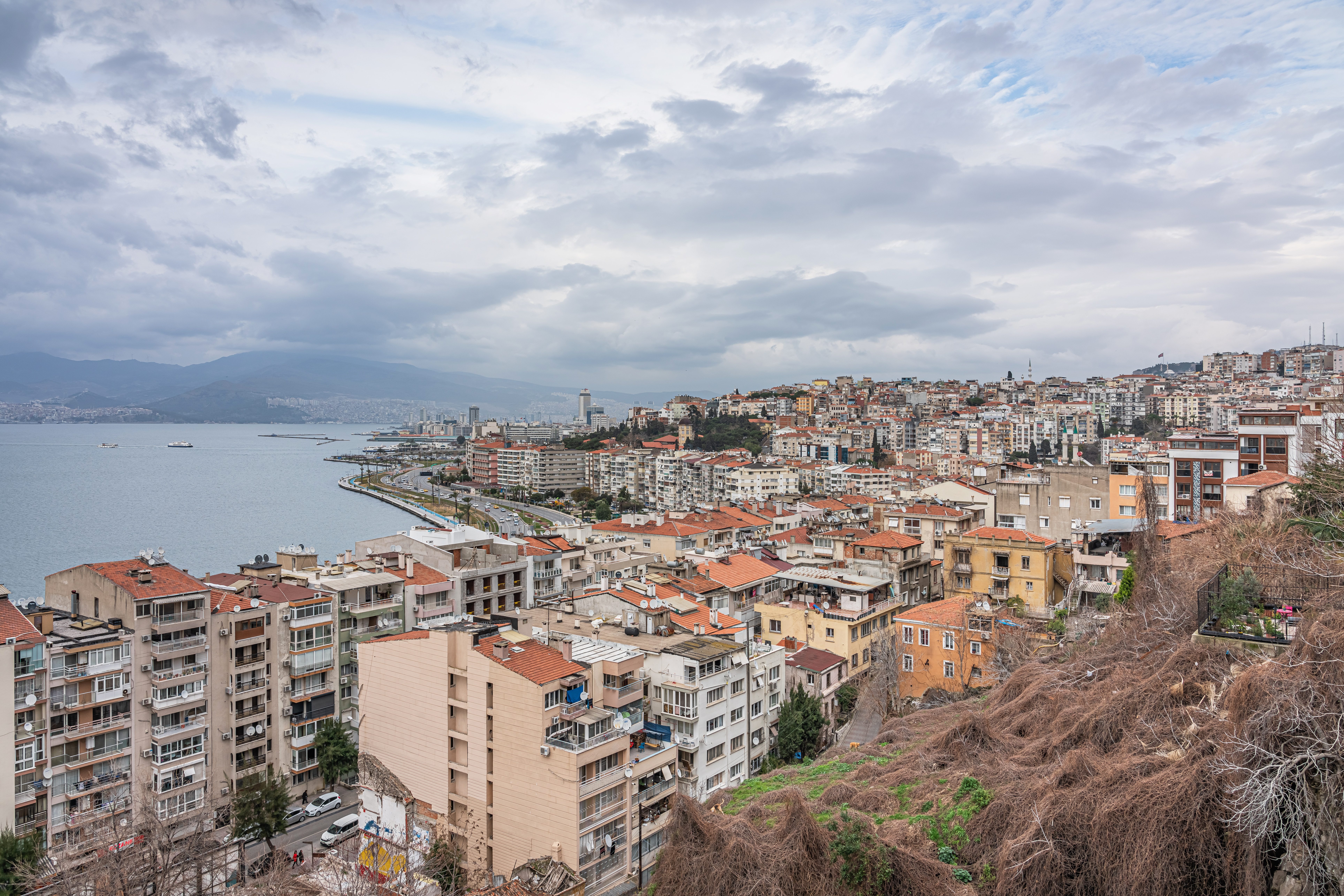
Вид на залив с лифтовой башни Asansör
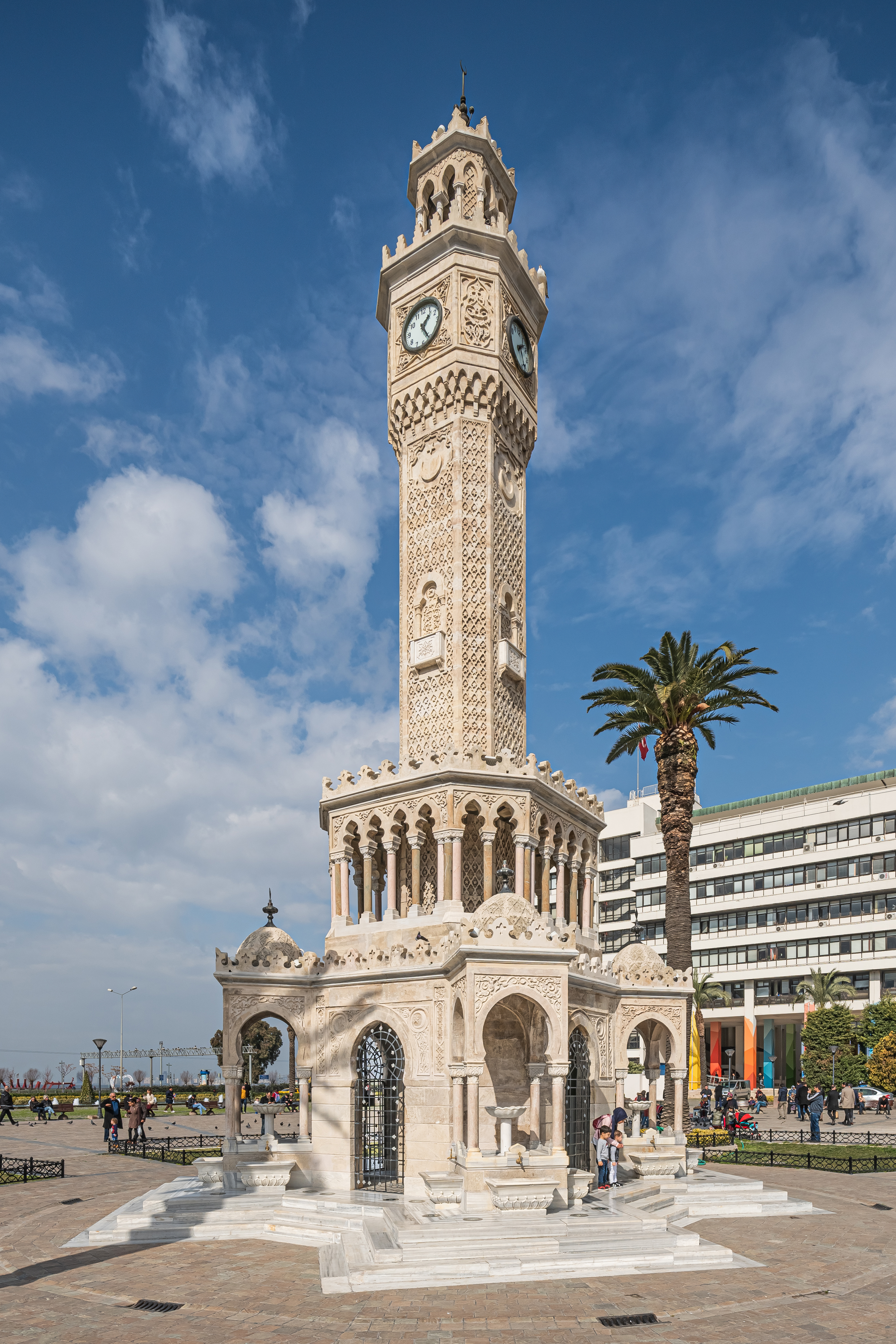
Часовая башня на площади Конак
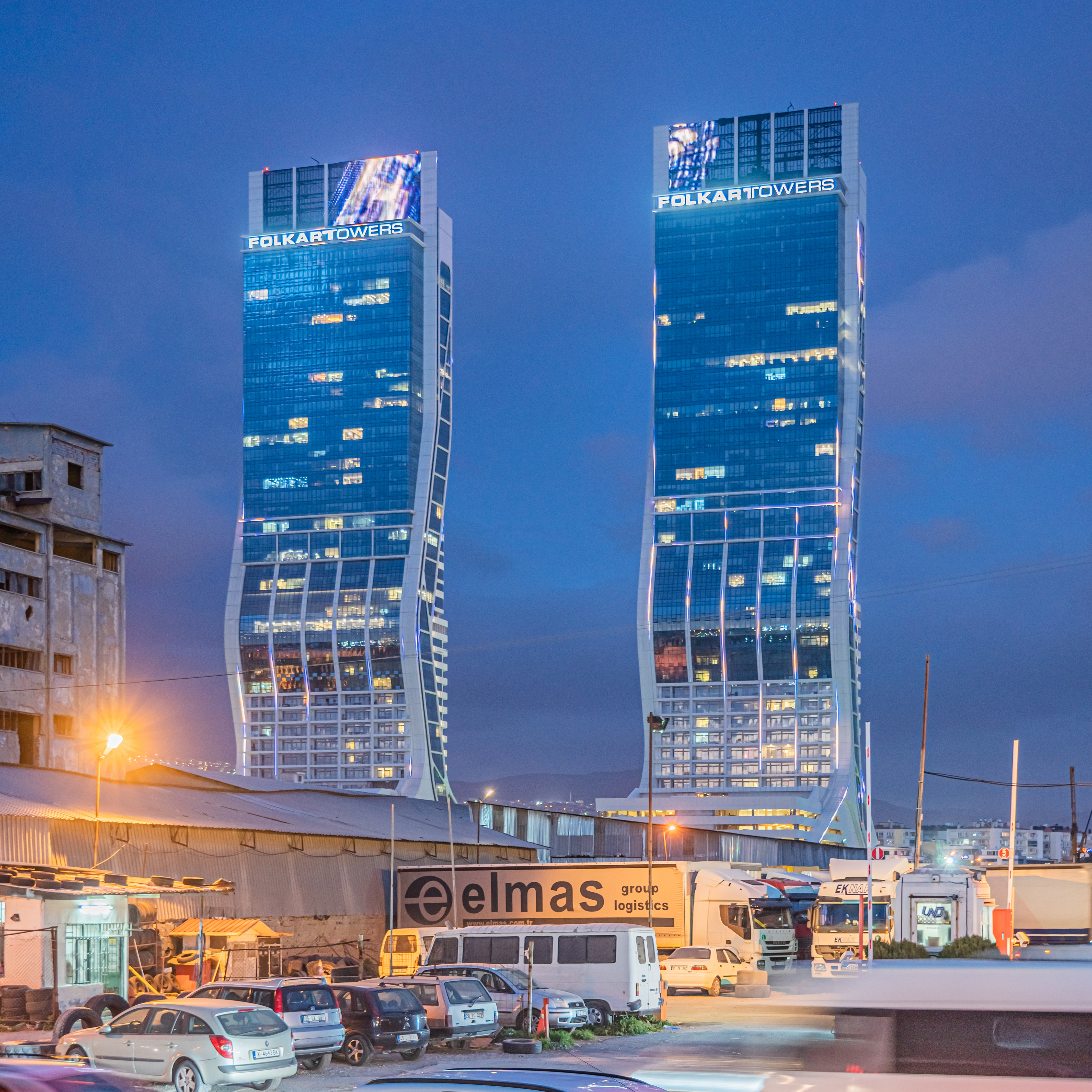
Folkart Towers небоскребы

## Некоторые факты
- Измир (Смирна) — один из городов, претендующих на право называться родиной Гомера[25].
- Очень многие улицы в Измире не имеют названий и обозначаются номерами. Например: 3046 Sokak (тур. Sokak — улица).
- В 2014 году в Измире возведены небоскребы Folkart Towers, которые вошли в пятёрку самых высоких башен-близнецов[26].